# Rodrigo Lara Restrepo
Rodrigo Lara Restrepo (Neiva; 12 de mayo de 1975) es un abogado y político colombiano y presidente de la Cámara de Representantes de Colombia de 2017 a 2018.

## Biografía
Lara Restrepo es hijo de Rodrigo Lara Bonilla y Nancy Restrepo. Está casado con María José Valenzuela con quien tiene una hija, María Antonia, nacida en 2016. Rodrigo Lara nació en Neiva, pero sus primeros años los vivió en Bogotá. Con tan solo ocho años de edad, tuvo que dejar el país y trasladarse a Europa con su familia, tras el asesinato de su padre, el entonces ministro de Justicia de Colombia, a manos de mafias de narcotraficantes y políticos, el 30 de abril de 1984. En Europa, Lara realizó el grueso de sus estudios en Suiza, Francia y Reino Unido. Al finalizar su secundaria, se trasladó a Bogotá con el ánimo de estudiar Sociología en la Universidad Nacional pero entró en su lugar a estudiar Derecho en la Universidad Externado de Colombia, donde se graduó de Abogado en el año 2000. Realizó el Diplôme International d´Etudes Politiques en el Instituto de Estudios Políticos de París, (Sciences Po). Posteriormente, en la Escuela Nacional de Administración (ENA) en París, obtuvo el Diplôme y el título de Maestría en 2003. También realizó una especialización en Derecho Minero y Petrolero en la Universidad Externado de Colombia, de la que se graduó en 2013. En 2015 realizó el Curso Integral de Defensa Nacional (Cidenal) en la Escuela Superior de Guerra. En el sector privado, Lara se ha desempeñado como docente, en la Universidad Externado de Colombia y en el CESA, y ha fungido como presidente de Asomóvil, gremio que congrega a las empresas de telefonía móvil de Colombia y ha sido periodista de la W radio.
Su hermano mayor (hermano de padre) es el médico neivano Rodrigo Lara Sánchez, quien fue alcalde de la capital del Huila, y fue fórmula vicepresidencial de Federico Gutiérrez en las elecciones de 2022.

## Carrera política

### Zar Anticorrupción
Rodrigo Lara incursionó en la política en el 2006, cuando se lanza al Senado, obteniendo alrededor de 16.872 votos. Si bien no alcanza a obtener la curul, logra notoriedad política y es nombrado como director del Programa Presidencial de Modernización, Eficiencia, Transparencia y Lucha contra la Corrupción, cargo popularmente conocido como Zar Anticorrupción. Desde dicho cargo, Lara creó el programa de [http://historico.presidencia.gov.co/prensa_new/sne/2006/septiembre/26/05262006.htm/ (enlace roto disponible en Internet Archive; véase el historial, la primera versión y la última). Auditorías Visibles]], donde los ciudadanos participan del control de los procesos y ejecución de las obras y programas realizados con dineros públicos en sus municipios. El éxito de dicho programa hizo que más tarde fuera adoptado por el Departamento Nacional de Planeación, para el seguimiento y control de los recursos de inversión provenientes de la nación.Durante la gestión de Lara como zar anticorrupción, se logró evitar que entidades como la SECAB y la OEI continuaran funcionando como intermediarios en la contratación pública, se abrieron investigaciones contra funcionarios de INVIAS y se evitaron privatizaciones indebidas como la de las Empresas Públicas Municipales de Armenia o las Empresas Públicas de Neiva. Otro de los logros de Rodrigo Lara mientras se desempeñó en esta posición fue lograr reformar y modernizar los procesos de selección de los Jefes de Control Interno de las diversas entidades del Estado, logrando generar una red de oficinas de control interno adscritas a la Presidencia de la República que, gracias a esto, logró fortalecer cualitativamente sus capacidades para combatir la corrupción. Lara renuncia a su cargo en el gobierno Álvaro Uribe Vélez al enterarse de que tanto Uribe, como su asesor José Obdulio Gaviria y su secretario de prensa, César Mauricio Velásquez le han ocultado información acerca de la investigación del asesinato de su padre.

### Senador de la República (2007-2010)
En el año 2007, Lara asume la curul del senador Germán Vargas Lleras, quien se retiró para aspirar a la Presidencia de la República. Como senador, Lara fue ponente de varias iniciativas que se convirtieron en ley, entre las que se encuentran la Ley 1316 de 2009, que reconoce espacios en los espectáculos para personas con discapacidad; y la Ley 1270 de 2009, que creó la Comisión Nacional para la Seguridad, Comodidad y Convivencia en el Fútbol. De igual manera, el trabajo realizado en otras ponencias fue acogido años más adelante, a través de la expedición de otras leyes, como ocurrió con la Ley 1580 de 2012, que crea la pensión familiar y la Ley 1445 de 2011, que reglamenta aspectos del deporte profesional.Como iniciativas de su autoría, presentó el Proyecto de Ley n.º 36 de 2008 Senado, “Por la cual se dictan normas dirigidas a prevenir y combatir la corrupción y se expiden otras disposiciones”; el Proyecto de Ley n.º 38 de 2008 Senado, “Por medio de la cual se introducen algunas normas que coordinan el Sistema Nacional Ambiental, SINA, se reorganiza la expedición de licencias y demás autorizaciones ambientales y se dictan otras disposiciones”; y el Proyecto de Ley n.º 236 de 2010 Senado, “por medio de la cual se adoptan medidas para otorgar especial protección a los agricultores del sector arrocero y se dictan otras disposiciones”.

### Debates de Control Político y Amenazas contra su vida
Durante su paso por el Senado, Lara se destacó por los intensos debates de control político, entre los que se destacan el realizado al alcalde de Medellín Sergio Fajardo por la utilización y uso de los recursos en publicidad y pauta en medios de comunicación en las Empresas Públicas de Medellín y el que adelantó contra el Ministerio de Agricultura, en busca de la devolución de los dineros comprometidos en el Programa Agro Ingreso Seguro. Al poco tiempo de ocupar su curul recibió serias amenazas de muerte sobre cuyo origen se manejan varias hipótesis. Por una parte, Lara se había dedicado a cuestionar la presencia de personajes relacionados con el Cartel de Medellín en la Comisión Nacional de Televisión y por denunciar la falta de transparencia en la adjudicación del tercer canal de televisión abierta, para lo cual citó a varias autoridades públicas logrando evitar que candidatos cuestionados por sus vínculos con el narcotráfico, llegaran a la Junta Directiva de la Comisión Nacional de Televisión. Desde el 2008, Rodrigo Lara hizo parte de la comisión de seguimiento de los procesos de Justicia y Paz creada por el Senado de la República. Dicha comisión recolectó testimonios de los comandantes paramilitares extraditados a los Estados Unidos quienes, a cambio de que ayudaran a sacar a sus familias del país, ofrecieron testimonios que permitieron que se esclarecieran y llevaran a la justicia casos que, de otra manera, habrían quedado en la impunidad

### Elecciones de 2010
Lara se presenta como candidato al Senado de la República al cual es elegido con más de 44,300 votos durante las elecciones legislativas realizadas el 14 de marzo de 2010. Sin embargo, un día antes de la posesión, presuntamente irregulares, le fueron suprimidos votos en el Consejo Nacional Electoral, que luego le fueron agregados a otros candidatos, con lo cual su curul le es arrebatada por una diferencia de trece votos.

### Representante a la Cámara (2014-2018)
Tras cuatro años fuera de la política, Lara se vuelve a lanzar al Congreso como representante a la Cámara por Bogotá, con el aval del partido Cambio Radical, logrando más de 106.000 votos que representaron la mejor votación del partido para dichas elecciones. Durante su actual legislatura, Lara ha sido uno de los congresistas con mayor producción legislativa. Además de haber sido el autor de la Ley 1805 de 2016, comúnmente conocida como Ley de Trasplantes, Lara ha presentado tres proyectos de acto legislativo y once iniciativas de ley.

#### Ley de Trasplantes
La ley de Trasplantes convierte al Instituto Nacional de Salud en el máximo responsable de los trasplantes de órganos en Colombia y lo hace responsable de las bases de datos de personas en lista de espera de órganos y de posibles donantes, además de vigilar las instituciones de salud habilitadas para hacer rescates de órganos y tejidos. La ley igualmente estipula medidas para evitar el tráfico de órganos, endurece las penas para este delito y prohíbe la utilización de órganos para extranjeros no residentes salvo cuando éstos sean parientes hasta cuarto grado de cosanguindad, segundo de afinidad o primero civil del donante. Asimismo, la ley 1805 de 2016 determina que solo organizaciones sin ánimo de lucro podrán administrar los bancos de órganos y tejidos. La ley mantiene la presunción de donación existente en la legislación anterior pero no reconoce el derecho de los familiares a oponerse al rescate de órganos y establece las condiciones según las cuales una persona puede negarse a donar órganos así como los criterios para dar prioridad a los receptores de órganos.

#### Iniciativas de Ley
Además de la ley de trasplantes, en la actual legislatura, Lara ha presentado once proyectos de ley sobre los siguientes temas:
• Reforestación
• Prohibición de uso de agencias de cobranza para cobros prejurídicos en el ICETEX
• Créditos ICETEX con cuota proporcional al ingreso del deudor
• Indignidad Sucesoral
• Descentralización mediante experimentación
• Libertad Sucesoral
• Recursos para el Fondo de Ciencia y Tecnología del Sector Defensa
• Reforma ejecutivos locales
• Legislación laboral para economías colaborativas
• Calidad en la salud
• Proyecto de Acto legislativo para regular la acción pública de inconstitucionalidad
• Proyecto de Acto legislativos para la creación de un Tribunal de Cuentas
• Proyecto de ley para prohibir la publicidad a niños menores de doce años y regular la publicidad a adolescentes

#### Otros aportes legislativos
• Código de Policía y Convivencia (Ley 1801 de 2016).  En la elaboración del Código de Policía y Convivencia insistió en evitar los posibles abusos en contra de la ciudadanía, garantizar los derechos fundamentales y defender vehementemente a la población más vulnerable entre quienes se encuentran las personas dedicadas al trabajo sexual y quienes tienen por oficio el reciclaje.  Además, el representante logró garantizar el acceso de los ciudadanos a subsidios y créditos de vivienda o estudio, que en principio se pretendían eliminar en razón al no pago de multas.
• Reforma Tributaria Estructural (Ley 1819 de 2016). En el debate de esta ley,  Lara logró incluir una reducción al 5%  del Impuesto al Valor Agregado (IVA) para la industria astillera de origen colombiano y que los servicios de reparación y mantenimiento de astilleros quedaran excluidos del mismo, con el fin de promover la creación de empleos, fomentar las exportaciones de alto valor agregado e impulsar las inversiones en Ciencia, Tecnología e Innovación. Propuso un sistema de impuestos más progresivo con la devolución de 3 puntos del IVA a las familias que pertenecen al programa Más Familias en Acción. En conjunto con otras bancadas presentó un artículo que castigaba con mayor dureza a los grandes evasores y solicitó reportaran e hicieran públicos todos sus ingresos y pagaran impuestos de renta.
• Proyecto de Acto Legislativo para el Sistema Integral de Verdad, Justicia, Reparación y Garantías de No Repetición. En el marco de la implementación legislativa del Acuerdo de Paz de La Habana, Lara fue ponente de la normatividad concerniente a la responsabilidad del mando de los miembros de la Fuerza Pública colombiana, donde se recogen los criterios de la Corte Penal Internacional pero se establecen exigencias probatorias adicionales, dado que la norma de la CPI está diseñada para juzgar principalmente organizaciones al margen la de la ley, como milicias o paramilitares, mientras que la norma de la Jurisdicción Especial para la Paz requiere un régimen más especializado para el juzgamiento de un ejército regular. Lara también logró que se incluyera la posibilidad de juzgar a terceros no combatientes, que hayan sido responsables por hechos graves, y estableció que cuando estos fueran denunciados ante la JEP, los hechos por los cuales fuesen inculpados debían ser corroborados de manera extrínseca, con pruebas adicionales a los testimonios dados ante dicha jurisdicción.

## Resultados en elecciones
A lo largo de su carrera se ha lanzado a grandes cargos, entre los cuales se destacan :
| Cargo                     | Fecha                 | Votos   | ¿Ganó? |
| Senador de la República   | 9 de marzo de 2006    | 14.000  | No     |
| Senador de la República   | 14 de marzo de 2010   | 41.945  | No     |
| Representante a la Cámara | 9 de marzo de 2014    | 100.052 | Sí     |
| Senador de la República   | 11 de marzo de 2018   | 89.350  | Sí     |
| Alcalde de Bogotá         | 29 de octubre de 2023 | 69.679  | No     |